# 謎の老婆
謎の老婆（なぞのろうば）は、1999年から2001年にかけて放送された日本テレビ系バラエティ番組『週刊ストーリーランド』内で放送されたアニメの登場人物、およびそのシリーズ作品である。

## 概要
当番組を象徴する人気シリーズで、最多となる28作品が放映された。「不思議な商品シリーズ」とも呼ばれる。アニメーション制作は東京ムービー、老婆の声は堀絢子が担当している。
街角で露店を開いている謎の老婆から不思議な商品を買った客が、商品の効力によって人生を変えられていくという、藤子不二雄Ⓐの『笑ゥせぇるすまん』にも似たコンセプトの話だが、本質は「便利な道具を手にした登場人物たちの人間性」だとされる。
初回の「使えないライター」は江坂遊の『無用の店』が原作、それ以降の話も一部作品のショートシナリオをアレンジしている。

## 内容
老婆は町の通りや路地に佇んで、露店を開き、不思議な商品を販売している。老婆の素性は全編を通して一切不明。
商品の購入者はその商品の力を使って一時は幸せになるものの、最後は買った者が破滅に追いやられたり、最悪の場合は死亡したりする。この結末を招く主な原因は、購入者が商品を使った事で欲を出し過すぎて調子に乗ってしまった、またはその商品の効果の意味を甘く見てその本質の部分を理解していなかったなどが挙げられる。もちろん、その商品のおかげで命拾いしたり、大きな幸せを掴んだりするなどハッピーエンドもある。その場合は購入者が他人の利益のために行動したり、私利私欲のために他人を犠牲にしてはならないという善の心の持ち主だったという展開が多い。中には一見するとバッドエンドを迎えた者もいるが、当の購入者自身はその結果にまったく後悔してはいないなど、購入者の考え方によっては幸せになったというハッピーエンドや、購入者にとっては幸せであるが購入者以外の第二者にとっては疑問を抱くなど考えが異なる結末があるといった、登場人物や視聴者によってハッピーエンドかバッドエンドかの解釈が異なるメリーバッドエンドと呼ばれるものもある。時折、物語の最後に老婆が現れ、視聴者に向かって「商品をどう使うかは、お買いになった方の心掛け次第でございます」と言うことがあった。 
老婆が販売する商品の値段はいつも同じとは限らず、新しい商品を買うたびに値段が上がっていくケースが殆ど。商品の高額さに驚く客も多く、不満気の言葉を発するも、老婆は「高いか安いかそれは、お客様のお考え方次第でございます」と返答するのみ。ただし、1回だけ老婆に値切ってもらったことがある（ひかる懐中電灯）。もちろん、おつりもある（おくれる紙袋、節約する携帯電話）。28作品中に登場した商品の中で、最も安かった金額は50円（最後のパチンコ玉、最後の年賀状）、最も高かったのは100万円（ぴったりの時計、生み出すビニールハウス）。作品によっては値段について触れられていないものもある。また、一度買った商品は何がどうであれ返品できない。商品と値段が全く釣り合わないことも多く、そのため一度購入の意思を見せたものの、値段が思ったより高額だったため商品の購入を拒否したが、老婆に法外なキャンセル料（売値の9割）を請求され、結局買わされてしまったケースもあった（すすんでる新聞受け）。これとは別に通信販売だった回があり、商品の効果がわかる説明書が付いていた。
商品は効果を発する直前に青白く光る（客には見えていない）。多くは客にメリットを持つ商品ばかりだが中にはデメリットしか持たない商品も存在する。商品の効果はその名前にまつわる事が起こるが、その内容は「お買いになった方だけ」が分かり、商品名以外の説明は一切しない。中には客が想像した効果と違う結果になることもある。
老婆は、買うつもりではないのに金を差し出す客に対しては必ず「お買い上げありがとうございます」と言って無理やり購入させ（終わらないピストル、なくなる石鹸）、また硬貨を偶然落とした先が老婆の店で、それを勝手に代金にして有無を言わさず売りつけることもあった（ほんとうのゴミ箱）。
1種類の商品は2つ以上同じ物は存在せず、客が「もうひとつないか」と尋ねても、「○○はあれだけでございます」と返される。場合によっては、購入希望者が「～のような商品は無いか」という注文に応えて商品を出す場合もある（ふえる貯金箱など）。販売が終わった後、老婆は消えてしまうこともある。
老婆役の堀絢子は「最後に救われるお話が好きです」と語っており、視聴者に向けても「救いのない話の方に喜んで頂かない方がありがたい」と言っている。

## 老婆の決まった台詞
「『○○』という意味でございます」
客が札に書かれている抽象的な商品名の意味を尋ねたときに返答する。○○は、品目の前についている抽象的な言葉であり、詳細は説明しない。
「それはお買いになった方だけが解るのでございます」 / 「ですから、『○○』という意味でございます」
基本的に、それでも客が商品名の意味を尋ねてきたとき(客が「だから、『○○』の意味は?」等と言った場合)にこの台詞で返答する。
「○○円でございます」
客がその商品の値段を尋ねられた場合に答える。
「高いか安いかは、お客様のお考え次第でございます」
客がその商品の値段が高いと不満気な言葉を発した場合に言う。
「お買い上げありがとうございます」
客が商品を買ったとき（客が買うつもりでないのに金を差し上げた場合も）に発する言葉。
「一度お買いになったものは返品できないのでございます」
客が買った商品が要らないと返そうとした時に発する。当然返品は出来ない。唯一の例外として「すすんでいる新聞受け」は返品を認める条件としてキャンセル料9割を請求した（結局 返品はしなかった）。
「○○（商品名）はあれだけでございます」
客が買った商品がもう一つ有るかと尋ねてきたときに言う。前述の通り同じものは無い。
「それは、よろしゅうございました」 / 「それは、ようございました」
客が商品で幸運に恵まれたことを報告したとき。
「商品をどう使うかはお客様のお考え次第でございます」
客が商品に不満などの文句が来たとき。
「……」
客が、上記以外の質問をした際は答えない。
なお、買い慣れた購入者が老婆の台詞を真似したり、一緒に同じ台詞を言うのも一種のお約束となっている（「使えない定期券」や「すすんでいる自転車」など）。

## 紹介された商品と効果
使えないライター
シリーズ最初の商品。持っているだけで自然と喫煙意欲がなくなり、無理せず禁煙できる。価格1万円。
使えない消しゴム
持っているだけで誤字脱字などのミスがなくなり、完璧な書類が作れるようになる。価格1万円。
使えない定期券
持った途端、いきなり副社長に昇進し、電車通勤（定期券）の必要のない送迎付きの車で通勤するようになった（すなわち、重役に出世する）。価格5万円。
使えない棺桶
主人公は購入後、工事現場で落下してきた鉄骨の直撃を間一髪で免れ、「死なない棺桶」と解釈し、永久の命を手に入れたと思い込んでいた。そして、夜のパーティーでそれを証明してみせると息巻き、崖から飛び降りてそのまま死亡してしまう。遺体は見つからずじまいとなり、「使えない棺桶」の本当の意味は「死体があがらなければ、棺桶は使えない（すなわち、この棺桶を持っていると死体は永遠に発見されない）」というものだった。価格10万円だが、主人公はそれより多額の金額で購入しようとした。
ほんとうのゴミ箱
普通にゴミを捨てても弾いてしまい、捨てることはできないが、紙に捨てたいものを書いてゴミ箱に捨てればその物が消えてなくなる（ゴミ箱の裏側に説明書がついている）。名前さえ分かればどんな大きいものでも可能。さらには体の一部（脂肪など）や借金のローン、人間さえも消せる。ただし、壊れてしまうと今まで消したものが全て戻ってしまう。価格100円。
使えない傘
持っている限りどんな雨男でもずっと晴れてくれる。ただし、失うと効果は消える。価格1万円。
使えない消火器
持っている限り自分の周りに火が寄り付かなくなる。ただし、消火栓なども使えなくなってしまう。こちらも壊れると効果が消える。価格2万円。
ほんとうの留守番電話
声 - 岡村明美（留守番音声）
見た目は普通の留守番電話だが、独自の意思を持っており、泥棒が来れば追い払い、寝坊すれば先方に連絡し、母から電話が来れば相手をするなど、「本当に留守を守ってくれる電話」だった。FAXも送れるが、文章によっては勝手に内容を書き換える。反抗しようとすると、電話のヒモで使用者を縛り付ける。価格5万円。
ぴったりのベルト
そのベルトにサイズが合わなくても、一晩でそのベルトに合った体にしてくれる。価格5000円。
ぴったりの眼鏡
かけるとファッションセンスが良くなりシチュエーションにぴったりの服やメイクが出来るようになる。さらに度数も合っているので、物がはっきりと見えるようになる。エピソードが再放送された際にはこの商品は割愛された。価格1万円。
ぴったりの口紅
塗るとその場のシチュエーションにぴったりの言葉がしゃべれるようになる。価格5万円。
ぴったりの時計
どんなに忙しくても時間を守れるようになる腕時計。時には持ち主の命を守れるように時間がずれることがある。価格は最高額の100万円。
すすんでいる帽子
被るだけで学習意欲が湧き、勉強が捗る（進む）ようになる。価格1000円。購入者曰く、デザイン自体も「進んでる（悪くない）」とのこと。
すすんでいるマスコット
一見、ただの雪だるま風のマスコットだが、選択問題の正しい選択肢に進んでくれる。性質上、記述問題に対しては効果がない。価格1000円。
普段は商品の詳細を聞かれても多くを語らない老婆だか、この商品は購入前に「けして後悔させません」と言っている。
すすんでいる自転車
自分よりも先回りして目的地に進んでいる。購入者曰く、デザイン自体はあまり良くなく、速さや漕ぎやすさなどもいまいちとのこと。価格1000円。
すすんでいる新聞受け
設置すると未来（1日先）の新聞が届くようになる。ただし、購入者が未来を知ることを踏まえた上での情報であるため、その内容は絶対に回避できない。価格10万円。
正直なパソコン
入力したことに関して正直に伝えてくれる。ただし、回答に関しては曖昧な部分もあるため、その点の判断は使用者に委ねられる。パソコンを疑い、破壊しようとすると、対象者を感電死させる防御システムが作動する。価格5万円。
終わらないピストル
いつまでも弾が尽きることがないピストル（形式はM1911）。ただし、弾はゴム製で威力は低く、標的を貫通しない。つまり玩具のピストルである。価格1000円。
終わらない本
一見、薄いためすぐ読み切れそうだが、一度読むと一日中読んでも終わらないボリュームがある。しかも、内容もかなり面白いため、没頭し続けて気がつけば夜中になることもある。ただし、読んでしまうと抜け出しにくくなり、場合によっては死ぬ可能性がある。価格1万円。
終わらない財布
入れるとその中に入れたお金がいくら使っても無くならなくなる。しかし、借用書などを入れてしまうと、何回返済してもそのたびに同額を借りたことになってしまう。価格1万円。
終わらない水
いつまでもあふれ出る水で、どんなに出しても水はなくならない。草木にかければどんなに枯れていても永遠に元気になり、機械も直る。また、人間が飲めば不老不死となり、自殺もできなくなる。しかし、体内の病原体まで不老不死になり当然死ぬことが出来ないため、永遠に病気の苦しみに耐えなければならなくなる。価格1万円。
しつけのパジャマ
着せると夜中でもパジャマが子供を眠ったまま動かし、無理やりトイレに行かせておねしょをしないようにしつけることが出来る。価格1000円。
しつけのぬいぐるみ
持っていると自分で片付けができるようにしつけてくれる。というより、ぬいぐるみが自分で動き出し凶暴化して、子供に無理矢理片付けさせる。価格5000円。
しつけの箸
使うと正しい箸の持ち方が出来るようにしつけてくれる。価格5000円。
しつけのフォーク
使うと嫌いなものでも食べられるようになる。むしろ、嫌いなものほど食べたがるようになる。しかし、嫌いな「もの」であるため、それが食べ物とは限らない。価格1万円。
幸せの鏡
割ると自分に幸せが起こるが、その分周りの人間に不幸が降りかかる。誰に不幸が起こるかは分からない。1度割った時点で効果が発揮し、再度使って割ることは出来ない。鏡の中に次の商品へのお知らせが書かれた紙が入っている。通信販売の雑誌に掲載されていた品。価格は不明。
日本の運命を左右するおみくじ
普通のおみくじだが、引いた結果により日本に大きな影響が出る。「大吉」が出れば日本にいいことが、「凶」が出れば災害などの不幸が襲いかかる。引いたおみくじには次の商品のお知らせが書いてある。価格は不明。
世界の運命を左右するボタン
見た目はただのスイッチなのだが購入者は押したら世界が破滅すると思っていた。しかし、本当は押しても「自分の周りの世界」しか爆発しない（家一軒が吹き飛ぶ程度）。本当の効力は「他人のことを考えない危険な思想の持ち主の抹殺」だった。価格は不明。
ついているハンカチ
持っているハンカチが飛んで行ってしまうが、それを追いかけると目的地に着くようになる。価格1000円。
老婆は「きっと気に入りますよ」と語っていた。
ついているピアス
星の形をしたピアス。身につけると自然と英会話が身に着くようになる。ただし、一度つけると外すことはできず、外しても勝手に耳につく。価格1000円。
ついている香水
自分にかけるとどんな事故でも自分だけ無傷で助かる。機械にも使用可能。使い方次第では、自分以外の周りにかかって効果が発揮することが可能だが、場合によっては使いきりとなる。価格5万円。
ちなみに上記3商品とも、公式サイトでは「ついてる～」になっている。
おくれる紙袋
中に荷物を入れると一瞬で指定した場所に送れる。当然ながら破れてしまうと使えなくなる。価格450円。
おくれる靴
履くとその場から動けなくなり待ち合わせに遅れることになる。また、紐もほどけなくなる。シリーズ内では非常に珍しいデメリットしかない商品。価格2000円。
おくれるリモコン
早送りを押すと未来へ、巻き戻しを押すと過去へ移動できる。エネルギーが単3電池2本のため、当然電池切れになると使えなくなり、電池のない過去の時代でリモコンが電池切れになると、一生その時代に取り残される。価格1万円。
はやくなるサングラス
かけると後ろから猛獣が迫ってくる幻影が見えるようになり、それから逃げるために走ることでかなり足が速くなる。価格1万円。
はやくなるハチ
一緒に行動すると後ろから羽ばたいて追い風を起こし速く走れるようになる。価格は3万円。
はやくなるスプレー
足にかけると筋力が強くなり、速くなる。かければかける分、筋力もさらに強くなり、大量にかけると音速を超える速さになる。しかし、止まることができなくなり、方向転換も出来なくなる。当然音速を超えれば空気抵抗による摩擦熱が発生し、無事では済まされない。価格は6万円。
ひかる懐中電灯
人に向かって照らすとその人の弱点を照らしてくれる。当然ながら壊れると使用不可能になる。価格は5000円なのだが、購入者に勝手に値切られて100円にされてしまった。
ひかる布
その布で物を磨くと磨かれたものが他人からは非常に権力があるように見え、賄賂なども受け取れる。ただし、巡査の帽子などを光らせても、外では効果を発揮できるが警察内部では効果がない。価格5000円。
ひかる地図
見ると地図が光り、その地点で事件が起こる事がわかる。ただし、誰が何の事件を起こすかは分からず、必ずしも自分以外の者だけとは限らない。価格10万円。
ふえるほうき
使うと掃除する範囲が自然と増え、友達も増えるようになる。ただし会話のせいで笑いジワも増える。価格100円。
ふえるハンガー
使うとハンガーにかける服がなくなった分の服を頂くなど、衣類が増える。当然ながら洗濯物が増え、電気代も水道代も増える。価格100円。
ふえるエプロン
使うとどんな食材でも色々な料理が作れるようになり、レパートリーが増えるようになる。当然ながら体重も食費も増える。価格500円。
ふえる貯金箱
声 - 水谷優子
招き猫型の貯金箱で音声機能が搭載。お金を入れて一晩経つと勝手に増やしてくれる。また、入りきらなくなると自動的に巨大化する。ただし、購入者が希望した金額になるまで取りだせず、一度希望した金額を取り消したり変更することもできない（使用者の場合は、ちょっとした冗談のつもりで「世界一の金持ちになれる物売ってくれ」と言って購入したため、希望した金額は、使用者が本当の世界一の金持ちになるまで）。価格1000円。
かえすマスク
つけると気が強くなり、どんなことにも言い返すことが出来る。ただし、気が強くなるだけで腕力自体は一切強くならない。価格1000円。
かえすブーメラン
使うと相手から奪われたものを取り返すことが出来る。壊れない限り、何回でも使用できる。価格2000円。
かえす九官鳥
声 - 永澤菜教
持ち主の言葉を繰り返すだけでなく、攻撃されると持ち主の痛さが相手にも返ってくる。ただし、九官鳥本体に攻撃を加えられても跳ね返すことはできず、壊れると使えなくなる。性質上、自分が倒されない限り相手も倒れない。価格3000円。
かえすシャツ
着ると相手の攻撃を全て跳ね返すことが出来る。ただし、一度着ると脱ぐことも破くこともできず、手術をしようとしてもメスを通さないため胴体の切開ができなくなり、助からなくなる。価格5000円。
なくなるファンレター
これを使ってファンレターを出すと、出された人の人気がなくなる。1枚につき1回のみなので、再度使うことはできない。価格1000円。
なくなるテレフォンカード
公衆電話で使うと自分に関するニュースが聞ける。消去や保存ができ、消去する場合は電話のアナウンスに従い「9」のボタンを押す。消去した場合は自分以外のそのことに関する記憶、物が全て消滅する。保存したい場合は「#」を押す。もちろんテレフォンカードのため度数制限あり。価格5000円。
なくなる石鹸
この石鹸で体を洗うと、透明人間になれる。水で流すと効果が消える。しかし、購入者は使った後透明の状態で交通事故に遭い、誰にも気付かれないまま死亡した。このため使用した本人が「亡くなる」石鹸という意味もあるが、それが本当の効果かどうかは不明。価格1万円。
おちる一万円札
使って買い物をしようとするといろんな割引が受けられ価格が落ち、安く買い物が出来る。価格1万円。
おちる扇子
仰ぐと服の汚れや肌のシミなどが落ちる。価格1000円。
おちるカセット
美しさに関する話が流れ自然と眠りに落ちるようになる。丸二日以上とかなり長時間寝てしまうが、起きた後は肌がきれいになりシワが落ちる。価格5000円。
おちるワイン
これを飲ませた相手を恋に落とすことが出来る。ただし、その対象範囲は生物でなく物体にまで及ぶ。また、恋に落ちた者が勝手に動き出し、使用者を独占しようとすることもある。価格5万円。
集めるちりとり
ちりとりを使って壊れたものを集めるとその道具が復元される。ただし、集め過ぎるとその原料にまで戻ってしまう。価格100円。
集めるスポンジ
周りの音を集め、騒音や自分の声が聞こえなくなる。価格300円。
集めるまんじゅう
味は非常にまずいが、地面に落とすとアリがやってきて良質な土を集めてくる。価格500円。
集める絵筆
購入者は使った当初、集中力が身についたため、「気を集める」効果があると思っていたが、絵筆で絵を描くと人を集める効果がある。燃やした場合はその煙にも効果が表れる。価格5000円。
最後のパチンコ玉
この玉を使用すると、自然とパチンコをしたいという意欲が失せる。前述の「使えないライター」と類似した効果を持つ。価格は最少額の50円。
最後のアイロン
服をこのアイロンにかけるとしわや汚れがつかなくなる。ただし、使えるのは一度きり。価格500円。
最後の家庭医学書
本自体は開くことができない。しかし、本棚に置いた途端に急に勉強がしたくなり、最終的には医学部に入学できるほど学力がつき、家庭医学書を使う必要がなくなる（すなわち、医者になれる）。主人公は買う際、「もう病気にならない」という意味ではないかと考えた。価格5000円。
最後の年賀状
主人公は「出した相手と一生連絡が取れなくなる」効果だと思っていたが、使うと相手にプロポーズされ結婚した。その意味は「送った相手と家族になり、その人に年賀状を出す必要がなくなる（すなわち、送った相手と結ばれる）」という意味だった。年賀状であるため、価格は最少額の50円。
かく名刺
一見、どこにでもある普通の名刺だが、氏名と肩書きを書くとその通りの役職になれる。内容は一切問わないが、それに見合う能力そのものは身につかない。価格100円。
かくビデオテープ
VHSテープで、そのままビデオデッキに入れて再生してもテレビ画面には何も映らないが、ビデオテープにあるラベルにタイトルを書くとその通りの映像が映る。例えば「面白いドラマ」と書くと本当に面白いドラマを観る事が出来る。価格500円。
かくカエル
カエルが卵を産み、おたまじゃくしになり、音符の形になる（水槽の底に五本線があり、上から見ると楽譜に見える）。つまり、「音楽」を書いてくれる。価格1万円。
かくワラ人形
ワラ人形に張られている紙に人の名前を書くと、相手を呪える。ワラ人形自体に攻撃を加えると全く同じようなことが起こる。しかし、同姓同名の人にも影響を与えてしまう。更に人形を傷つける際に使ったもの（凶器）を人形に残した場合、全く同じものが影響を受けた全ての人物の身体に出現する。価格は推定10万円（主人公が老婆に値段を言われる前に勝手に10万円差し出した）。
生み出すクワ
土地に置くとその区域に豪雨が降り、田んぼを耕してくれる。非常に重く購入者はまともに振るえなかった。価格500円。
生み出す植木鉢
水をやると『植木鉢』そのものが生る木が生える。価格1000円。
生み出すニワトリ
食べ物を食べさせると、食べさせた物の原料である卵を産んでくれる。これを利用し、二つのものを食べさせるとそれらの特徴を併せ持ったものの種が出来上がる。ただし、自分の思い通りの良いものとは限らない。価格1000円。
生み出すビニールハウス
見た目はビニールハウス型のコピー機のような構造をしており、元型とまったく同じものをコピーすることができる。つまり硬貨なら絶対にばれない偽造が可能。価格は最高額の100万円。
あこがれの写真
封筒に5枚の写真が入っており、取り出すと自分が憧れている人物の現在の様子が写る。1枚につき1回しか見ることはできない。価格100円。
あこがれのカレンダー
憧れている人物のスケジュールを確認することができる。更にアラームが鳴ると、書いている日記が表示される。価格1万円。
あこがれのカーテン
簡易更衣室のように部屋の隅にかけることで憧れている人物の服などが現れる。自分側からも物を送ることができる。価格5万円。
あこがれのポスター
憧れている人物が描かれ、ポスターにキスをするとその人物に本当にキスすることができる。ただし、普通の成り行きでは出来ない。価格30万円。
もどる首輪
犬の首にかけると、昔自分が無くした懐かしい物をくわえてきてくれる。ストーリー改変版では割愛されている。価格1000円。
もどる蓄音機
レコードをかけると逆回転し、ラップ音楽が流れる。その後蓄音機から煙が出て、それに包まれると若い気持ちになり、ラップ好きになる。価格1万円。
もどるペンダント
達磨の形をしたペンダントで、着けると転びそうになってもすぐに起き上がる。また、食生活や服装、趣味なども若い頃に戻る。価格5万円。
もどるパラシュート
装着し、下降して開くと、落下高度に応じて身体が昔に戻っていく。しかし、「若返る」のではなく「人間の進化の過程が戻る」という意味であり、高度が高すぎると原人、猿人を経て猿に戻る。価格10万円。
当たるロウソク
火をつけると相手の心が顔に文字となって現れ、悩みを読み取ることができる。しかし、その悩みにどう返答すれば良いかまでは解らず、あっという間にロウソクは燃え尽きる。価格100円。
当たる鉄格子
鉄格子から相手を覗くと、相手の星座を表す動物が現れジェスチャーで血液型を表現し、相手の星座・血液型が解る。ただし、占いが当たるようになるわけではない。価格1000円。
当たる鉛筆
購入者は当初「勝手に占いの結果を書いてくれる」と思っていたが、実際は転がすと縁起のいい方角に向き、側面に書かれている数字が出る。しかし、使うたびに短くなっていく。価格1万円。
当たる虫眼鏡
覗くと小指と小指をつなぐ運命の赤い糸が見える。その運命の人が必ずしも現在生まれている人とは限らない。価格10万円。
節約するシャンプー
1人1日1滴しか使えないが、そのかわり泡が多く泡立ち、さらに一回で流せる。シャンプーを継ぎ足す必要がなくなる。また、髪の毛が伸びなくなる。つまり、水道代と散髪代を節約できる。価格98円。
節約するブラインド
ブラインドを閉めるとクーラーがいらないくらい部屋が涼しくなる。開けると太陽の光で蓄積された光により、部屋が明るくなる。つまり、光熱費と電気代を大きく節約できる。価格3980円。
節約する携帯電話
電話をかけようとすると、かけた相手が目の前に現れる。物を買おうとした場合は、それがただで手に入る。しかし充電は出来ず、また予備のバッテリーが無いので時期限定の使用である。つまり、電話の通話料及び物品の購入費を節約できる。価格9800円。
節約するおにぎり
食べると小人になる。つまり食材が大きくなって見え、食材をわざわざ買う必要がなくなる。だが、小人になったことで普段の生活に大きな支障が生じる。価格10万円。
美人のストッキング
履くことにより、痛みもなくムダ毛を処理できるようになる。ただし、繊維が勝手にムダ毛のある箇所（腕や胸）にも広がる。価格100円。
美人の風船
膨らませることによって、自分の体形となり、風船を押すことにより体型を変える。価格1000円。
美人のビデオカメラ
自分の姿を撮影し、早送りすると声が高くなる（女声になる）。価格1万円。
美人のシャワー
シャワーを浴びることによって色白になる。しかし白さの限界（使用者の場合一晩中）まで浴び続けた場合、生きながらに白骨化してしまう。価格10万円。
きびしいチョーク
授業中に居眠り、私語等、授業に参加していない生徒に対し、チョークが伸びて生徒の身体に当たり、注意する。ただし、教室の外では効果が発揮しない。価格100円。
きびしいきりふき
タバコなどの煙にかけると非常に重たい綿に変わる。タバコ以外の煙にも使用可能。応用として、重たい綿は柔らかくて衝撃を和らげる効果があるので非常時のクッションとしても使える。価格500円。
きびしいバケツ
内側に書かれた線に合わせて水を入れ、その水を生徒に浴びせると頭髪や制服が校則通りのものになる（染めた髪が黒になり、男子生徒の長髪は短髪に、女子生徒の髪は結んだ髪になり、スカートもミニから標準の丈になるなど）。価格1000円。
きびしい出席簿
シリーズ最後の商品。出席簿に丸を記入すると、その生徒が欠席していても教室に出現し、強制的に出席させられる。刻印されている生徒名に2重線を引くと、その生徒が何処かへ消えるが生徒名を書くとその生徒が現れる。価格2000円。

## 客の結末

### 『使えないライター』
田中 一郎（たなか いちろう）
声 - 古谷徹
年齢 - 35歳
職業 - 会社員（平社員 → 副社長）
一人称 - 俺
性格 - 怠け者だが調子に乗りやすいところがある。
商品の力により副社長に昇格後、永遠の命を手に入れられると思い「使えない棺桶」を購入する。パーティーでそれを証明するため、調子に乗って断崖絶壁から飛び降りたが、発見されずにそのまま死亡した。「使えない棺桶」の本当の意味は「死体が発見されなければ棺桶は使えない（つまり、この棺桶を持っていると死体は永遠に発見されない）」というものだった。

### 『ほんとうのゴミ箱』
山田 末吉（やまだ すえきち）
声 - 二又一成
年齢 - 推定40代。
職業 - 廃品回収業者 → エステティックサロン経営
一人称 - 私
性格 - 意思ははっきりしているが押しに弱く妻の尻に敷かれ気味。
当初は小さな廃品を処分しているだけのあまり裕福でない生活だったが、「ほんとうのゴミ箱」で余分な贅肉を取れる事が分かってからは、夫婦共同でダイエットに効くエステサロンとして大成功を収める。
最終的に大きなビルを建てられるまで大儲けをしたが、強盗にゴミ箱を壊され、入れたものが全て元通りになりそれを処分するために金を全て使い果たした。結果的にプラスマイナスゼロであったが、今までのすべてのゴミがビルから流れ出てしまい、本人も強盗もゴミの下敷きになって危うく命を落としかけた。

### 『使えない傘』
鈴木 一（すずき はじめ）
声 - 田中秀幸
年齢 - 35歳
職業 - 会社員
一人称 - 私
性格 - 冷静沈着で寡黙。
使えない傘で極度の雨男を克服する。その後、隣家の火事で火の中にいる少女を「使えない消火器」で助けようとするが本当に使えなかった。しかし、壊れると効力が消える事を知り「使えない傘」を火で燃やして、少女を救出した。結果的にもとの「雨男」に戻ってしまったが、本人は後悔していない節がある。

### 『ほんとうの留守番電話』
丹下 慎三郎（たんげ しんざぶろう）
声 - 納谷六朗
年齢 - 40歳
職業 - 作家
一人称 - 私
性格 - 楽観的で細かい事をあまり気にしない。
電話がゴーストライターに、丹下は電話のヒモになり、半年後に直木賞を受賞した。本人は満足しているが、ナレーションで「作家以前に人間としてどうなのか」と突っ込まれた。

### 『ぴったりのベルト』
佐藤 あかね（さとう あかね）
声 - 久川綾
年齢 - 20代前半
職業 - 大学生 → 芸能人
一人称 - 私
性格 - 自身の容姿を気にしていたため、根暗な性格と化していたが本来は明るくハキハキとした人物。
商品のおかげで肥満と根暗な性格が改善された。その結果、スカウトされて芸能人に転身する。「ぴったりの時計」の効力のお陰で向かう先のビルの火災に巻き込まれずに済んだ。
ストーリー改変版では「ぴったりの時計」の効力を信じずに壊してしまい、ビル火災に巻き込まれ死亡した。
主人公の佐藤は芸能界に転身したが、後の「なくなるファンレター」内で速見翔が佐藤に送ったファンレターにより人気が急落した模様。

### 『すすんでいる帽子』
円王寺 敏夫（えんのうじ としお）
声 - 松本保典
年齢 - 20代前半
職業 - 浪人生（三浪生）
一人称 - 俺
性格 - 慎重だが居眠り癖があり、世間知らずで要領も悪い。
商品の効果で成績が上昇し、志望校の合格圏内にまで登り詰めた。「すすんでいる新聞受け」を利用して競馬などのギャンブルで金を稼ぐが、他の客と異なり「便利な物を手にいれた奴は、たいてい道具に頼って失敗する」と自らを戒めており、油断する事なく試験当日を迎える。しかし、「すすんでいる新聞受け」に届いた未来の新聞を見ていると、試験日当日に自分が権現大橋の崩落事故で死亡しているのが報じられていたため、別ルートで試験場に向かうが、大学を目の前にして交通事故に遭い救急車で運ばれ、その救急車が事故が発生する権現大橋を通過したため、橋が崩落して死亡した。
その後のモノローグで、未来を予知しながらこのような結末になってしまった事に対して、自分の運命は最初からこの橋で死ぬ方向に「すすんでいた」のではないかと語った。

### 『正直なパソコン』
小林 まゆみ（こばやし まゆみ） → 青木 まゆみ（あおき まゆみ）
声 - 渕崎ゆり子
年齢 - 推定30歳前後
職業 - OL → 専業主婦
一人称 - 私
性格 - お金だけがすべてで短気でヒステリック。
パソコンに自分が結婚する相手を聞き、その相手が大学時代の同級生の青木 英男（あおき ひでお）だと知る。英男が貧乏な画家をしていたため、パソコンに彼がいつまでも貧乏なのかと尋ねると「10億円の遺産を手に入れる」という答えが返ってきた上、彼の父親が不動産会社を経営している事を知ると渋っていた結婚を快諾。結婚後、遺産が手に入るまでの繋ぎとしてパソコンに値上がりする株を尋ねて大儲けしようとするが、そんな中、英男の父親の会社が莫大な借金を残して倒産してしまう。値上がりするという株もなかなか値上がりせず、さらに遺産を残すはずの彼の父親が破産したためパソコンを疑って破壊しようとしたが、予め組み込まれていた防御システムが稼動し感電死した。まゆみの死後、特効薬の発明により株は10億円の価値を付けるまでに高騰し、英男はパソコンの言う通り10億円の遺産を手にした。遺産は彼の父親からではなく、妻であるまゆみ本人からのものだった。

### 『終わらない水』
酒井 孝（さかい たかし）
声 - 戸谷公次
年齢 - 34歳
職業 - 暴力団構成員 → 新興宗教教祖
一人称 - 俺
性格 - 人の気持ちや苦しみなどに鈍感なうえ、調子に乗りやすい。
極小興業という暴力団が運営する会社のチンピラだったが、「終わらない水」を利用し、新興宗教の教祖となり生命の危機に晒されている人々へ大量の金品と引き換えに永遠の命を与え大儲けをした。しかし5年後、水を与えた人々から「身体の中の病原体までもが不死身になったから、病気から逃れられない身体になった」とクレームをつけられ、集団リンチを受ける。酒井自身も以前に水を飲んでいるために死ぬ事ができず、双方が不死身なため永遠に終わらない苦しみを受け続ける結末を迎えた。
この回のエピローグの語り手は主人公ではない。

### 『しつけのパジャマ』
菊池 彩香（きくち あやか）
声 - 桑島法子
年齢 - 23歳
職業 - 専業主婦
一人称 - 私
性格 - 生真面目。
しつけの商品で5歳児の息子・大樹に元気が無くなっていると夫・正浩に言われたが、無理やりしつけを押しつけたため、大樹は彩香を嫌いになってしまう。嫌いなものを食べたがるようになる「しつけのフォーク」で大樹に食べられそうになったが、直後に倒れてきた食器棚から大樹を救ったため、大樹は彩香を嫌いではなくなり効力が消えた。そして「子育ては商品ばかりに頼ってはいけない」と心を入れ替え、買った商品を全て処分した。最後に、「自分が息子をしつけていた」のではなく、「自分が謎の老婆にしつけられていた」ようなものだったと語った（事実、誰をしつけるためのものかは語られていない）。

### 『謎の通信販売』
吉田 正人（よしだ まさと）
声 - 飛田展男
年齢 - 29歳
職業 - 会社員
一人称 - 俺
性格 - 引きこもり気味で自分勝手。
自分勝手な性格のためか親しい友人はおらず、一軒家で一人暮らし。趣味は通販。
「世界の運命を左右するボタン」を押し世界が破滅したと喜びながら爆死したが、破滅したのは吉田の家1軒だけだった。
この回のみ通信販売で、客の吉田は老婆と直接会ってはいない。老婆はナレーションとして登場している。

### 『ついているハンカチ』
城田 秀子（しろた ひでこ）
声 - 嶋村薫
年齢 - 20代前半
職業 - 大学生 → スチュワーデス
一人称 - 私
性格 - 純朴で芯が強く、咄嗟の機転に優れる。
試験に合格しスチュワーデスになった。フライト中にエンジントラブルが起き、スチュワーデスでありながら自分だけが助かる事に罪悪感を覚え、機転を効かせて機内の空調に「ついている香水」を投げ入れ、墜落する飛行機を無事に不時着させて乗客を救った。結果、ケガ人は一人もおらず、機体にも傷一つついていなかった。その後、城田は「この商品で一番ついたのはスチュワーデスとしての自信」だと語った。
この回の老婆は優しい口調で話している。

### 『おくれるリモコン』
鈴島 勇二（すずしま ゆうじ）
声 - 岩永哲哉
年齢 - 推定20代半ば
職業 - フリーター
一人称 - 俺
性格 - 平凡で面倒くさがり。
2020年（新聞では平成32年になっているが現実では元号が2019年に令和に変わったため存在しない）に行き、そこで流行している玩具のアイデアを現代に持ち帰ろうとするが、未来の自分のみすぼらしい姿を見て「怠け癖があるままでは金持ちにはなれない」と思い、過去からやり直そうとするが、巻き戻しのボタンが押されたまま戻らず戦国時代にまで巻き戻ってしまう。すぐに早送りして現代に帰ろうとするが、「おくれるリモコン」の電池切れにより江戸時代に取り残された。その後、モノローグで「真面目に働くといったって、それが江戸時代では現代でアルバイトを探すほど楽な事ではなさそうだった」と語った。
この回の主人公は商品を買う時、釣銭を貰っている。

### 『はやくなるサングラス』
朝井 浩一（あさい こういち）
声 - 神奈延年
年齢 - 29歳
職業 - 会社員（陸上部所属）
一人称 - 俺
性格 - 過信家で飲み込みがはやく向上心が強い。
100m走で9秒99の日本記録を達成したが、それまで全く無名だったため週刊誌でドーピング疑惑を報じられる。ある日、新聞で「2億円を盗んでバイクで逃走する」というニュースを見て「はやくなるスプレーを使えば簡単に金が手に入る」という事を思いつき、宝石店に侵入して盗みを行い「はやくなるスプレー」で逃走した。しかし、スプレーをかけ過ぎてしまい、音速を越えるスピードで走り続けて止まらなくなった結果、空気抵抗による摩擦熱で足から出火し、全身に燃え広がり焼死した。朝井がいた場所には灰だけが残っており、夜明けに風が吹いて灰が吹き飛ぶシーンで終わる。その後のモノローグで「人生まで素早く駆け抜けてしまった」と語った。

### 『ひかる地図』
金子 正（かねこ ただし）
声 - 松本保典
年齢 - 推定30歳前後
職業 - 警察官（巡査 → 刑事）
一人称 - 俺
性格 - 傲慢で横暴な態度を取っているが、なにも後ろ盾がなければタダの小心者なうえ、軽はずみで注意不足なところもある。
元は不良やチンピラなどには媚びへつらい一般人には傲慢な態度をとっていたが、「ひかる地図」の力で事件現場に居合わせ、次々と事件を解決し県警の刑事にまで出世した。
ある日、地図にはスーパーマーケットの部分が光っており、そこで事件が起こるという旨が表示された。夜、現場で事件が起きるのを待っていたが、何も起きず金子は立腹し、ガソリンの入った一斗缶を蹴り倒し、火が点いたままの煙草を捨てて去ったが、漏れていたガソリンに引火し、火災を起こしてしまったため、張本人となった金子は慌てる。更に今までピンポイントで事件現場に居合わせていた事を不審がり追跡していた新聞記者が偶然目にしたため逮捕される。「ひかる地図」が教えていたのは金子の犯罪だった事が判明。更に、その後の調べで「ひかる地図」以前に購入した「ひかる懐中電灯」「ひかる布」を悪用して起こした暴力沙汰や賄賂の受け取りなどが芋蔓式に発覚し、法の裁きを受ける事になった。
この回の主人公は商品を購入するときに、露店の出店を黙認する条件に値切りをお願いしていた。

### 『ふえる貯金箱』
梅田 サチ（うめだ さち）
声 - 大島榎奈
年齢 - 推定40代
職業 - 専業主婦
一人称 - ウチ
性格 -見栄っ張りで欲張り。
「世界一の金持ちになりたい」と「ふえる貯金箱」を買い、最初は自分のお小遣いやへそくりを貯金箱に入れていたが、解約した定期預金や消費者金融からの借金、挙句の果てには前借りした夫の給料までもを貯金箱に入れてお金を多く貯める。しかし、大きくなった貯金箱から少しお金を出そうとするが、「世界一のお金持ちになれるまではお金は出せない」と言われ（貯金箱曰く「今のペースなら約120年かかる」）、怒ったサチは大きくなった「ふえる貯金箱」を壊そうと貯金箱を蹴ったが、「ふえる貯金箱」が倒れてきて下敷きになり圧死した。

### 『かえすマスク』
田辺 マサル（たなべ まさる）
声 - 関俊彦
年齢 - 16歳
職業 - 高校生
一人称 - 僕 → 俺
性格 - 基本的に気弱だが、加減知らずで調子のいいところがある。
「かえすシャツ」のお陰でこれまで自身を苛めていた不良達に仕返しに成功。その1ヶ月後、不良グループのトップとなり、やられてきた恨みを晴らしていた。それでも物足りず、ある日の夜、一度に大量の別グループの不良と戦っていたが、突然、急性盲腸炎にかかる。その後、救急車で病院に搬送されすぐに手術を受けようとしたが、「かえすシャツ」を脱がす事や胴体やシャツの切開が出来ないので手の施しようがなく、救いを求めながら意識が遠のいていった（生死については不明）。
マサルの1人称は不良に苛められていたときは「僕」だが、不良グループのトップに昇格したときは「俺」になっている。

### 『なくなるファンレター』
速見 翔（はやみ しょう）
声 - 三木眞一郎
年齢 - 推定20歳前後
職業 - 芸能人（歌手）
一人称 - 俺
性格 - ワガママで身勝手な野心家。
「なくなるテレフォンカード」で自分のスキャンダルを消去できるようになり平気で夜遊びをするようになったが、帰り道偶然会ったマネージャーにその事を咎められ口論となり、弾みでマネージャーを殺してしまう。そこで速見はすぐに「なくなるテレフォンカード」でこの件を消去しようとしたが度数切れで使用できなくなった。その後事件現場に自分のペンダントを落とした事に気付き、成り行きで買っていた「なくなる石鹸」を使って透明人間になり、落としたペンダントを取りに行った。ペンダントを処分したあと「本物の自由を手に入れた」と透明人間の状態で街中を自由に走り回るが、トラックに撥ねられてしまう。このとき透明であったために誰にも気づかれず、そのまま亡くなってしまう。3日後、雨が降った事で石鹸が落ち、遺体が発見された。その後モノローグで「『なくなる石鹸』とは使った奴が『亡くなる』という意味だった」と語った。
「なくなるファンレター」を「ぴったりのベルト」の主人公で芸能人になった佐藤あかねにも出している。

### 『おちるワイン』
山本 桂子（やまもと けいこ）
声 - 富沢美智恵
年齢 - 29歳
職業 - OL
一人称 - 私
性格 - ミーハー。
「おちるワイン」のお陰で意中の桜田 明（さくらだ あきら）を恋に落とす事に成功したが、ハプニングでクルーザーにワインをこぼしてしまう。その結果、クルーザーが恋に落ちてしまい、クルーザーは山本を独占するために桜田をはじめとする他の男性乗客を海に振り落とし（女性乗客は山本一人だった）、山本だけを乗せて大海原を暴走していき、彼女はクルーザー諸共行方不明となった。

### 『集めるまんじゅう』
新谷 悟（しんたに さとる）
声 - 鈴置洋孝
年齢 - 推定30歳前後
職業 - 陶芸家
一人称 - 俺
性格 - 地道で自分に厳しく断固たる信念と意志の強い努力家。
「集める絵筆」の効果で観客が集まり、一流陶芸家となったが、宗教団体を名乗る二人組の男と女に誘拐されて「信者を騙して買わせるための壺を作れ」と山奥の小屋に脅迫・軟禁されるが、「そんな事はできない」と拒否し、「集める絵筆」を燃やす。その結果、燃えた「集める絵筆」の煙を見た人々が軟禁場所周辺に集まったため助かり、宗教団体の二人組も逮捕された。その後、元の貧乏な陶芸家に戻ってしまったが商品に頼らず自分の力で良い作品を作ろうと決意する。

### 『最後の年賀状』
酒井 みゆき（さかい みゆき） → 松下 みゆき（まつした みゆき）
声 - 今井由香
年齢 - 推定20代前半
職業 - フリーター → 医大生、主婦
一人称 - 私
性格 -明るく気さくで面倒見がいい。
想いを寄せていた幼馴染の松下 祐一（まつした ゆういち）が結婚すると知り、すっかり傷心してしまったみゆきは、出した相手と連絡が取れなくなると解釈し、「最後の年賀状」を購入して祐一宛てに投函する。その後、祐一とは本当に一度も合えなくなり、月日は流れてみゆきは大学の医学部に入学する。しかし、みゆきの心はいつまで経っても祐一の事を忘れられずにいた。そんな中、突如として祐一がキャンパス内に姿を現した。もう会えないと思っていた祐一との再会に、みゆきはひどく困惑していると、なんとその場で彼にプロポーズをされる。みゆきは状況が把握できずにいると、祐一の口から「結婚する」と言ったのは嘘だったと告げられる。そして、自分の気持ちを改めて確認したみゆきは、祐一のプロポーズを快く受け入れ、彼とめでたく結婚。姓を松下 みゆき（まつした みゆき）と改める。しかしながら、みゆきは結婚後も「最後の年賀状」による本当の効果を分かりかねていたが、その年の暮れにようやく理解する。「最後の年賀状」とは、送った相手と家族になるため、年賀状を出す必要がなくなる（つまり、送った相手と結婚する）という意味だった。

### 『かくワラ人形』
宮本 健介（みやもと けんすけ）
声 - 神奈延年
年齢 - 28歳
職業 - AD → ドラマプロデューサー → 音楽プロデューサー
一人称 - 俺
性格 - 明るくて活動的ではあるがすべてにおいて詰めが甘い。また、気性もかなり荒いため カッとなりやすく執念深い。
メディア業界で有名になりたくて購入した「かくビデオテープ」で大ヒットドラマプロデューサーに、さらに「かくカエル」で音楽プロデューサーとして一躍有名になる。ところが、メディア評論家の田中 徹（たなか とおる）に無名時代の事を暴露され、盗作を疑う記事を書かれた。そこで「かくワラ人形」に田中徹と名前を書いて講演中にデコピンして攻撃したり、水で濡らすなどイタズラ程度に彼を呪う。それでも田中が変わらずに自分を中傷し続ける事に激怒し、田中のいる目の前でワラ人形の足にナイフを刺しケガを負わせた。その後自宅でニュースを見たが、田中の足にナイフが残っていた事が報じられる。さらに、全国各地で863人の同姓同名の田中徹が同様のケガを負わされ、彼らの足にもナイフが残っている事が判明。ナイフに付いている指紋から犯人が宮本だと断定され、連続傷害の容疑で逮捕された。宮本は願い通りに（同姓同名の人間全員に危害を加えた前代未聞の連続傷害犯としてだが）世界中の有名人になった。ストーリーの最後には収監される様子が描かれたが、全国の863人を同時にナイフで刺す事は物理的に不可能なので、犯行が立証されたかどうかは不明。

### 『生み出すニワトリ』
森嶋 ミドリ（もりしま みどり）
声 - 佐久間レイ
年齢 - 29歳
職業 - OL → 農家 → 資産家
一人称 - 私
性格 - 要領がよく、頭の回転は速いが、 面倒くさがりで詰めが甘いところがある。
最初のうちは金目当てではあるが順当な方法で商品を利用していた。ところが手っ取り早く儲けるために「生み出すビニールハウス」を悪用し五百円硬貨を大量にコピーし始めるようになる（最初はキャベツを量産して地道に販売しようとし、次に一万円札にしようとしたが記番号があるため断念した）。コピーし続けた結果大金持ちになったが、最初にコピーした500円玉が偶然偽物であったため硬貨偽造罪で逮捕される。また、大量に偽造硬貨を所持していたため、硬貨偽造集団の元締めという疑惑を持たれる事にもなった。

### 『あこがれのカーテン』
丸山 アキオ（まるやま あきお）
声 - 中原茂
年齢 - 22歳
職業 - フリーター
一人称 - 僕
性格 - 消極的で受け身な行動が目立つが、今現在の状況を満足して受け入れる楽観的思考の持ち主。
「あこがれのポスター」にキスをした結果、好きなアイドル・松山 ゆき（まつやま ゆき）が口をつける紙コップに変身した。最後は紙コップがテーブルから落ち、撮影現場だった浜辺の波打ち際に転がっているシーンで終わる。本人は「誰が何と言おうと僕は幸せだ」と語っている。

### 『もどるパラシュート』
森下 鉄（もりした てつ）
声 - 依田英助
年齢 - 72歳
職業 - 無職
一人称 - ワシ
性格 - 心優しく、楽観的でノリがいい。
心が若返り、身体が倒れても地面すれすれで元に戻るという斬新な動きでカリスマダンサーの仲間入りをする。しばらくは若者たちと楽しく過ごしていくが、心は若返っても実際は老人である自分と違い、若者にはまだ将来がある事を痛感する。そのため「もどるパラシュート」で肉体的な若返りをする事にしたが、高度が高すぎたため若返りすぎてしまい猿の姿になった。しかし、その姿で野山を駆け回り猿仲間が出来るなど幸せな生活を送っている。

### 『当たる虫眼鏡』
松島 ケンジ（まつしま けんじ）
声 - 関俊彦
年齢 - 推定20代
職業 - 占い師 → 結婚相談所経営
一人称 - 僕
性格 - 好奇心旺盛で活動的。
興味本位で辿っていった自分の赤い糸が公園にいた子持ちの太った中年女性と繋がっている事に絶望する。その後、20年の年月が経ち、彼は「当たる虫眼鏡」の効力を活かして結婚相談所を開き成功していた。そして、彼自身も赤い糸で繋がっていた女性と結婚したのだが、それは20年前の公園にいた中年女性ではなく妊娠していた彼女のお腹の中にいた娘であった。
20年前、女性が腹部の前で手を組んでいたため松島は赤い糸がその女性と繋がっているものと勘違いしたが、実際は女性の指の間を糸が通過していた。

### 『節約するおにぎり』
安藤 明子（あんどう あきこ）
声 - 篠原恵美
年齢 - 33歳
職業 - 専業主婦
一人称 - 私
性格 - 楽観的で明るく、基本的にはしっかりしているが自身の置かれた状況に関してやや鈍いところがある。
夫・真一とともに「節約するおにぎり」を食べ小人になった後、模型の家で暮らす事になった。明子は豪華な模型の家で暮らせ、食事にも困らないと喜んでいたが、真一の方はこの生活に疑問を抱いていた。

### 『美人のシャワー』
橋本 ケンタロウ（はしもと けんたろう）
声 - 山寺宏一、松井菜桜子（美人のビデオカメラ使用後）
年齢 - 推定30歳前後
職業 - オカマバー勤務（源氏名：シャルロット）
一人称 - 私
性格 - 美に対する執着が異様なまでに強く、調子にも乗りやすい。
店のNo.1であるヒビキを蹴落として勝利の座に着いた。勝った事で調子に乗り、今までの謙虚な態度が豹変し他のオカマたちに横暴な態度をとり始める。その後、容姿についての唯一の悩みとなった色黒の肌を何とかするために「美人のシャワー」を浴び色白になるが「もっと色白になりたい」という欲望のために一晩中シャワーを浴び続けた結果、生きながらに白骨化した。

### 『きびしい出席簿』
兵藤 雅俊（ひょうどう まさとし）
声 - 松本保典
年齢 - 推定20代
職業 - 高校教師
一人称 - 僕
性格 - 自他共に厳しく、堅実で真面目。
厳しさこそが教育だと信じ、「きびしい出席簿」で授業をサボる不良生徒たちを無理やり出席させるが、生徒たちの表情が曇っている事に気づく。その後、学校が火事になった際に「きびしい出席簿」で生徒たちを救い、自身も「きびしいきりふき」で煙を緊急時用のクッションに変えて教室の窓から飛び降りて脱出した。火事の一件の後、兵藤は真の教育に目覚める事になり、兵藤に救われた事で心が荒れていた不良生徒たちも、彼を慕って真面目に授業を受けるようになった。

## 客以外の登場人物
使えないライター
矢野（やの）
声 - 加藤治
田中一郎が勤める会社の課長。
ほんとうのゴミ箱
山田 まり子（やまだ まりこ）
声 - くじら
山田末吉の妻。
強盗
声 - 楠大典
拳銃を持った強盗。山田末吉の家を襲うが、撃った弾が「ほんとうのゴミ箱」に当たって壊れてしまい、溢れ出てきたゴミの下敷きになって危うく命を落としかけた。
使えない傘
鈴木 直子（すずき なおこ）
声 - 鵜飼るみ子
鈴木一の妻。
久美（くみ）
声 - 白鳥由里
鈴木一の隣の家に住む少女。火災で逃げ遅れるが、鈴木が使えない傘を火で燃やしたため雨が降り、救出された。
ほんとうの留守番電話
山本（やまもと）
声 - 大西健晴
丹下慎三郎の担当編集者。
ぴったりのベルト
プロダクション社長
声 - 岸野一彦
佐藤あかねが所属するプロダクションの社長。
マネージャー
声 - 飛田展男
佐藤あかねのマネージャー。
正直なパソコン
青木 英男（あおき ひでお）
声 - 堀秀行
小林まゆみの大学の同級生で、貧乏な画家をしている。後にまゆみと結婚する。
終わらない水
親分
声 - なし
酒井が所属する暴力団の組長。対立する暴力団の殴り込みで射殺される。
子分
声 - 保志総一朗
酒井の子分。
宮部（役名は政治家）
酒井に救済を求め1億円を払った政治家。役職は副総理。5年後に酒井に「体の中の病原体も不死身にしてくれとは言わなかったぞ」とクレームをつけ集団リンチにかける。普段の一人称は「わし」だが、リンチにかける際には「俺」に変わっていた。
しつけのパジャマ
菊池 大樹（きくち だいき）
声 - 鉄炮塚葉子
菊池彩香の息子。5歳。
菊池 正浩（きくち まさひろ）
声 - 関智一
菊池彩香の夫。
おくれるリモコン
20年後の鈴島勇二
声 - 加賀谷純一
おくれるリモコンで鈴島が20年後に行った時に見た未来の自分。すっかり落ちぶれ、1人で飲んだくれていた。
はやくなるサングラス
コーチ
声 - 大滝進矢
朝井浩一の陸上コーチ。
ひかる地図
先輩
声 - 中村大樹
金子正の警察の先輩。
かえすマスク
不良グループ
声 - 花輪英司、山岸功、今村卓博、立木文彦
田辺マサルをいじめていた不良グループ。後に商品を使った田辺に負けて手下になる。
なくなるファンレター
マネージャー
声 - 大滝進矢
速見翔のマネージャー。速見に夜遊びを注意して口論となり、突き飛ばされた際に頭を強打し死亡した。
おちるワイン
桜田 明（さくらだ あきら）
声 - 置鮎龍太郎
山本桂子と同じ会社の新入社員。おちるワインの効力で船から振り落とされて海に転落した（生死については描かれていない）。
重役
声 - 阪脩
山本桂子の会社の重役。
集めるまんじゅう
宗教団体の二人組
声 - 久川綾（女）、屋良有作（男）
宗教団体のメンバー。新谷悟の作品に目をつけて、彼を人里離れた工房に拉致し、信者を増やすための壷を作らせようとしたが、美術家としての誇りから筆を暖炉に入れて燃やした新谷により、能力を付加した煙によって人や警察が集まり逮捕された。
最後の年賀状
松下 祐一（まつした ゆういち）
声 - 岩永哲哉
酒井みゆきの幼馴染で郵便局員。喘息持ちであるらしく、彼を治すため医者になろうと医大に進学するみゆきとは釣り合わないと感じて、彼女に別れを告げるため「結婚する」と嘘をついた。しかし、みゆきが『最後の年賀状』を投函したことにより、考え直して彼女とプロポーズし結婚した。
かくワラ人形
田中 徹（たなか とおる）
声 - 柴田秀勝
メディア評論家。宮本健介の過去を暴露し、中傷する記事を書いたため宮本に恨まれ、「かくワラ人形」でデコピンや水をかけるなどの攻撃をされる。その後も宮本を中傷したため、激怒した宮本に足をナイフで刺された。
生み出すニワトリ
刑事
声 - 江川央生
偽五百円硬貨を使用した森嶋ミドリを逮捕した。
あこがれのカーテン
松山 ゆき（まつやま ゆき）
声 - 松井菜桜子
丸山アキオが憧れるアイドル女優。
もどるパラシュート
若者
声 - 陶山章央、伊藤健太郎、花輪英司
気持ちが若返った森下鉄と仲良くなった若者たち。
節約するおにぎり
安藤 真一（あんどう しんいち）
声 - 太田真一郎
安藤明子の夫。明子と共に節約するおにぎりを食べ小人になった後、模型の家で暮らすことになった。
美人のシャワー
ヒビキ
声 - 子安武人
橋本ケンタロウ（シャルロット）と同じオカマバーに勤めるホステスで、その店のNo.1。後にシャルロットにNo.1の座を奪われることとなる。
きびしい出席簿
相田 省吾（あいだ しょうご）
声 - 三木眞一郎
兵藤雅俊が担任を務めるクラスの不良生徒。学校が火事になった時は兵藤を激しく責めていたが、「きびしい出席簿」によって助かる。出席簿の順番は最初であり、火事の一件後に兵藤に名前を書かれて姿を現した時には、彼の呼びかけに元気よく返事をした。
尾崎 和豊（おざき かずと）
声 - 江川央生
兵藤雅俊が担任を務めるクラスの不良生徒。彼も相田と同じく「きびしい出席簿」によって助かる。
渡辺 千絵子（わたなべ ちえこ）
声 - 西原久美子
兵藤雅俊が担任を務めるクラスの女子生徒。相田、尾崎、他の生徒と同じく「きびしい出席簿」によって助かる。出席簿の順番は最後である。